# Sarcophrynium congolense
Sarcophrynium congolense är en strimbladsväxtart som beskrevs av Ludwig Eduard Loesener. Sarcophrynium congolense ingår i släktet Sarcophrynium och familjen strimbladsväxter.
Artens utbredningsområde är Kongo-Kinshasa. Inga underarter finns listade.